# Uromyias
Uromyias és un gènere d'ocells de la família dels tirànids (Tyrannidae), que habita principalment a l'àrea andina.

## Llista d'espècies
S'han descrit 2 espècies dins aquest gènere: que abans eren incloses al gènere Anairetes:
- Uromyias agilis - tiranet crestat àgil.
- Uromyias agraphia - tiranet crestat del Perú.